# 5-Methylisophthalsäure
5-Methylisophthalsäure ist eine chemische Verbindung aus der Gruppe der Isophthalsäurederivate.

## Gewinnung und Darstellung
5-Methylisophthalsäure kann durch Reaktion von Brenztraubensäure mit einer kochenden Bariumhydroxidlösung gewonnen werden. Dies wurde schon 1875 durch C. Böttinger sowie Strecker und Finkh herausgefunden. Sie kann auch aus Mesitylen gewonnen werden.

## Eigenschaften
5-Methylisophthalsäure ist ein weißer Feststoff.

## Verwendung
5-Methylisophthalsäure kann zur Synthese von Metallkomplexverbindungen verwendet werden.